# Oświata w Sosnowcu

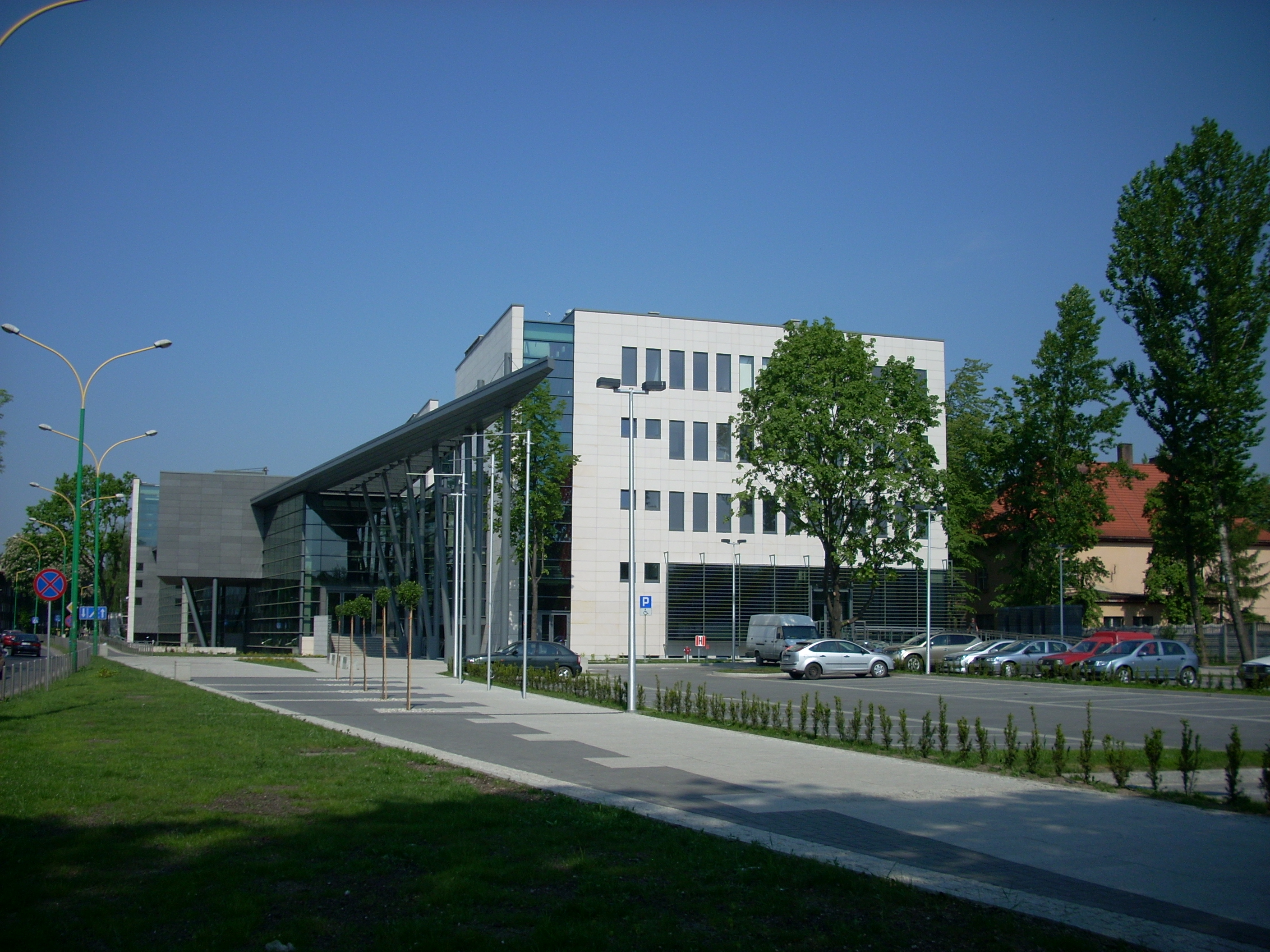
Budynek Wydziału Filologicznego Uniwersytetu Śląskiego w Katowicach przy ul. gen. Stefana Grota-Roweckiego 5 w Sosnowcu

Oświata w Sosnowcu obejmuje szczeble jednostek edukacyjnych od edukacji przedszkolnej do szkolnictwa wyższego. Według danych na rok 2023 w mieście funkcjonuje: 39 przedszkoli publicznych i 18 niepublicznych, 36 szkół podstawowych publicznych, 40 szkół ponadpodstawowych z czego 7 to licea ogólnokształcące oraz 33 placówki niepubliczne w stopniu podstawowym i ponadpodstawowym. W 2020 r. było to: 39 przedszkoli publicznych i 2 przedszkola niepubliczne, 35 szkół podstawowych publicznych, w tym: 3 szkoły podstawowe specjalne, 2 szkoły niepubliczne oraz jedna z uprawnieniami szkoły publicznej prowadzona przez osobę prawną, 24 gimnazja publiczne i 5 gimnazjów niepublicznych, 14 zespołów szkół ogólnokształcących, 3 zespoły szkół specjalnych, 1 centrum kształcenia ustawicznego, 11 zespołów szkół zawodowych.

## Uczelnie

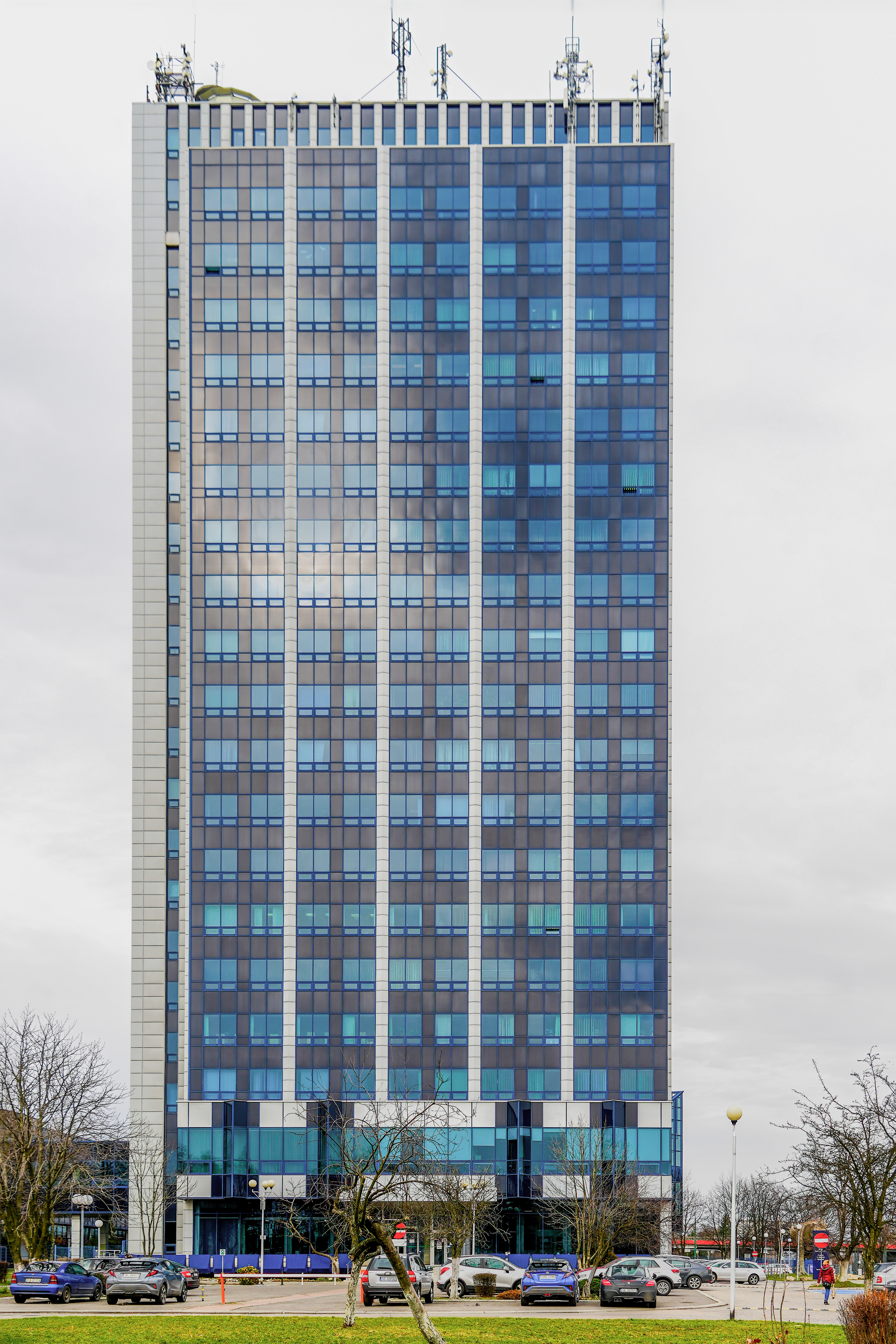
Wieżowiec Będzińska 60 — budynek Uniwersytetu Śląskiegou

W mieście Sosnowiec jest wiele placówek szkolnictwa wyższego. W 2018 roku ponad 9 tysięcy studentów pobierało nauki w ulokowanych na jego terenie placówkach oświaty szkolnictwa akademickiego.
- Uniwersytet Śląski w Katowicach :
  - Wydział Humanistyczny (wcześniej Wydział Filologiczny)
  - Wydział Nauk Ścisłych i Technicznych (wcześniej Wydział Informatyki i Nauki o Materiałach)
  - Wydział Nauk Przyrodniczych (wcześniej Wydział Nauk o Ziemi)
- Śląski Uniwersytet Medyczny w Katowicach :
  - Wydział Nauk Farmaceutycznych w Sosnowcu
- Akademia Humanitas w Sosnowcu[6]
- Wyższa Szkoła Medyczna w Sosnowcu

## Szkoły policealne[7]
- Publiczne :
  - Centrum Kształcenia Zawodowego i Ustawicznego w Sosnowcu (ul. Kilińskiego 25) :
    - Szkoła Policealna nr 2 w Sosnowcu
    - Szkoła Policealna nr 4 w Sosnowcu
    - Szkoła Policealna nr 5 w Sosnowcu
    - Szkoła Policealna nr 6 w Sosnowcu

  - Centrum Kształcenia Zawodowego i Ustawicznego w Sosnowcu (ul. Grota Roweckiego 64) :
    - Szkoła Policealna nr 1 w Sosnowcu
    - Szkoła Policealna nr 3 w Sosnowcu
    - Szkoła Policealna nr 7 w Sosnowcu

  - Zespół Szkół Elektronicznych i Informatycznych w Sosnowcu (ul. Jagiellońska 13) :
    - Szkoła Policealna nr 8 w Sosnowcu

  - Regionalne Centrum Kształcenia Ustawicznego w Sosnowcu (ul. Stalowa 9a)[8]:
    - Medyczna Szkoła Policealna Województwa Śląskiego w Sosnowcu
    - Szkoła Policealna

- Niepubliczne :
  - Niepubliczna Szkoła Policealna Centrum Nauki i Biznesu "Żak" w Sosnowcu
  - Niepubliczna Szkoła Policealna Kosmetyki "Żak" w Sosnowcu
  - Szkoła Policealna Opieki Medycznej "Żak" w Sosnowcu
  - Szkoła Policealna Medyczna "Żak" w Sosnowcu

## Szkoły średnie

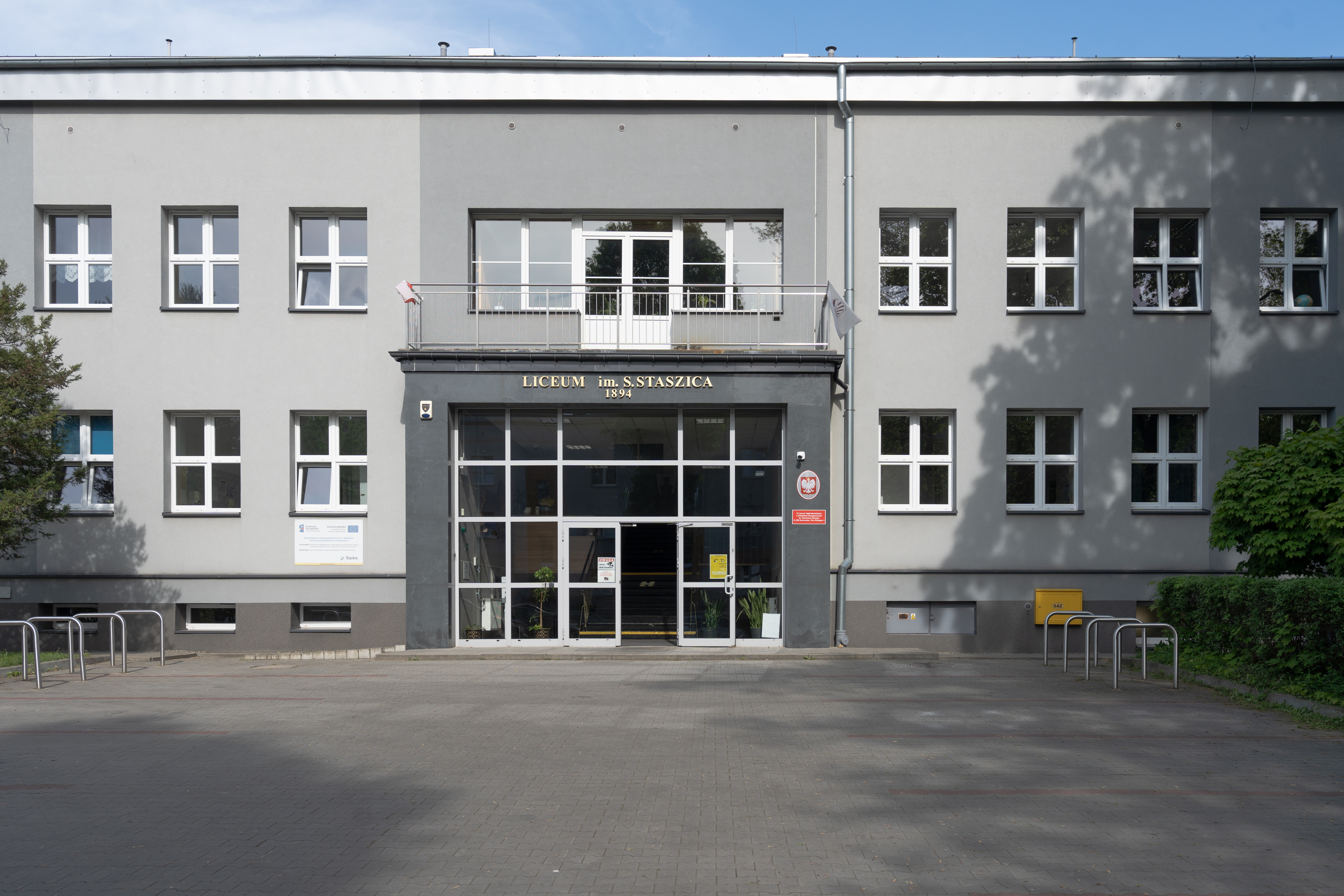
Wejście główne do budynku IV Liceum Ogólnokształcącego

### Licea ogólnokształcące[7]
- Publiczne :
  - II Liceum Ogólnokształcące z Oddziałami Dwujęzycznymi im. Emilii Plater w Sosnowcu
  - III Liceum Ogólnokształcące Mistrzostwa Sportowego im. Bolesława Prusa w Sosnowcu (w strukturze ZSO 3)
  - IV Liceum Ogólnokształcące z Oddziałami Dwujęzycznymi im. Stanisława Staszica w Sosnowcu
  - VI Liceum Ogólnokształcące im. Janusza Korczaka w Sosnowcu
  - VII Liceum Ogólnokształcące im. Krzysztofa Kamila Baczyńskiego w Sosnowcu (w strukturze ZSO 14)
  - IX Liceum Ogólnokształcące im. Wisławy Szymborskiej w Sosnowcu
  - Liceum Ogólnokształcące dla Dorosłych w Sosnowcu (w strukturze CKZiU ul. Kilińskiego 25)

- Niepubliczne[9]:
  - Pierwsze Akademickie Niepubliczne Liceum Ogólnokształcące (w Akademickim Zespole Szkół Prywatnych w Sosnowcu)
  - VI Niepubliczne Liceum Ogólnokształcące (w strukturze Zespołu Szkół „Atena”)
  - III Prywatne Liceum Ogólnokształcące "Szkoły Otwartego Myślenia"
  - Katolickie Liceum Ogólnokształcące Stowarzyszenia Przyjaciół Szkół Katolickich im. św. Jana Bosko w Sosnowcu[10]
  - Prywatne Liceum Ogólnokształcące Nr 1
  - Katolickie Liceum Ogólnokształcące KANA
  - Niepubliczne Liceum Ogólnokształcące dla Dorosłych "Żak"
  - Niepubliczne Policyjne Liceum Ogólnokształcące "As"

### Zespoły szkół[7]
- Zespoły szkół ogólnokształcących :
  - Zespół Szkół Nr 2 w Sosnowcu
  - Zespół Szkół Ogólnokształcących nr 3 w Sosnowcu
  - Zespół Szkół Ogólnokształcących nr 5 z Oddziałami Integracyjnymi i Specjalnymi w Sosnowcu
  - Zespół Szkół Ogólnokształcących nr 11 w Sosnowcu
  - Zespół Szkół Ogólnokształcących nr 14 w Sosnowcu

- Zespoły szkół zawodowych :
  - Publiczne :
    - Centrum Kształcenia Zawodowego i Ustawicznego w Sosnowcu (ul. Jana Kilińskiego 25) :
      - Technikum nr 2 Architektoniczno-Budowlane w Sosnowcu
      - Technikum nr 4 Transportowe w Sosnowcu
      - Technikum nr 5 Samochodowo-Mechatroniczne im. Jana Kilińskiego w Sosnowcu
      - Technikum nr 6 Grafiki, Logistyki i Środowiska im. Legionów Polskich w Sosnowcu
      - Branżowa Szkoła I Stopnia nr 2 w Sosnowcu
      - Branżowa Szkoła I Stopnia nr 3  Architektoniczno-Budowlana w Sosnowcu
      - Branżowa Szkoła I Stopnia nr 6 Transportowa w Sosnowcu
      - Branżowa Szkoła I Stopnia nr 7 Samochodowo-Mechatroniczna im. Jana Kilińskiego w Sosnowcu
      - Branżowa Szkoła I Stopnia nr 8 im. Legionów Polskich w Sosnowcu
      - Branżowa Szkoła I Stopnia Specjalna w Sosnowcu
      - Branżowa Szkoła II Stopnia Nr 2 w Sosnowcu
      - Centrum Kształcenia Ustawicznego w Sosnowcu

    - Centrum Kształcenia Zawodowego i Ustawicznego w Sosnowcu (ul. Grota Roweckiego 64) :
      - Technikum nr 1 Ekonomiczne w Sosnowcu,
      - Technikum nr 3 Gastronomiczno-Hotelarskie w Sosnowcu
      - Technikum nr 7 Projektowania i Stylizacji Ubioru w Sosnowcu
      - Branżowa Szkoła I Stopnia nr 1 w Sosnowcu
      - Branżowa Szkoła I Stopnia nr 4 Gastronomiczna w Sosnowcu
      - Branżowa Szkoła I Stopnia nr 9 Rzemieślniczo-Artystyczna w Sosnowcu
      - Branżowa Szkoła II Stopnia Nr 1 w Sosnowcu

    - Zespół Szkół Elektronicznych i Informatycznych w Sosnowcu (ul. Jagiellońska 13) :
      - Technikum nr 8 w Sosnowcu
      - Branżowa Szkoła I Stopnia nr 10 w Sosnowcu

    - Regionalne Centrum Kształcenia Ustawicznego w Sosnowcu (ul. Stalowa 9a)[8]
      - Ośrodek Doskonalenia Zawodowego

- Niepubliczne[9]
  - Zespół Szkół im. Mikołaja Kopernika w Sosnowcu Zakładu Doskonalenia Zawodowego w Katowicach
    - Technikum im. Mikołaja Kopernika w Sosnowcu Zakładu Doskonalenia Zawodowego w Katowicach
    - Branżowa Szkoła I Stopnia im. Mikołaja Kopernika w Sosnowcu Zakładu Doskonalenia Zawodowego w Katowicach
    - Branżowa Szkoła II Stopnia im. Mikołaja Kopernika w Sosnowcu Zakładu Doskonalenia Zawodowego w Katowicach

## Szkoły podstawowe[11]
- Budynek Szkoły Podstawowej nr 16 — jednej z najstarszych placówek w SosnowcuBudynek z 1900 r. — były budynek szkoły podstawowej w Ostrowach GórniczychPubliczne :

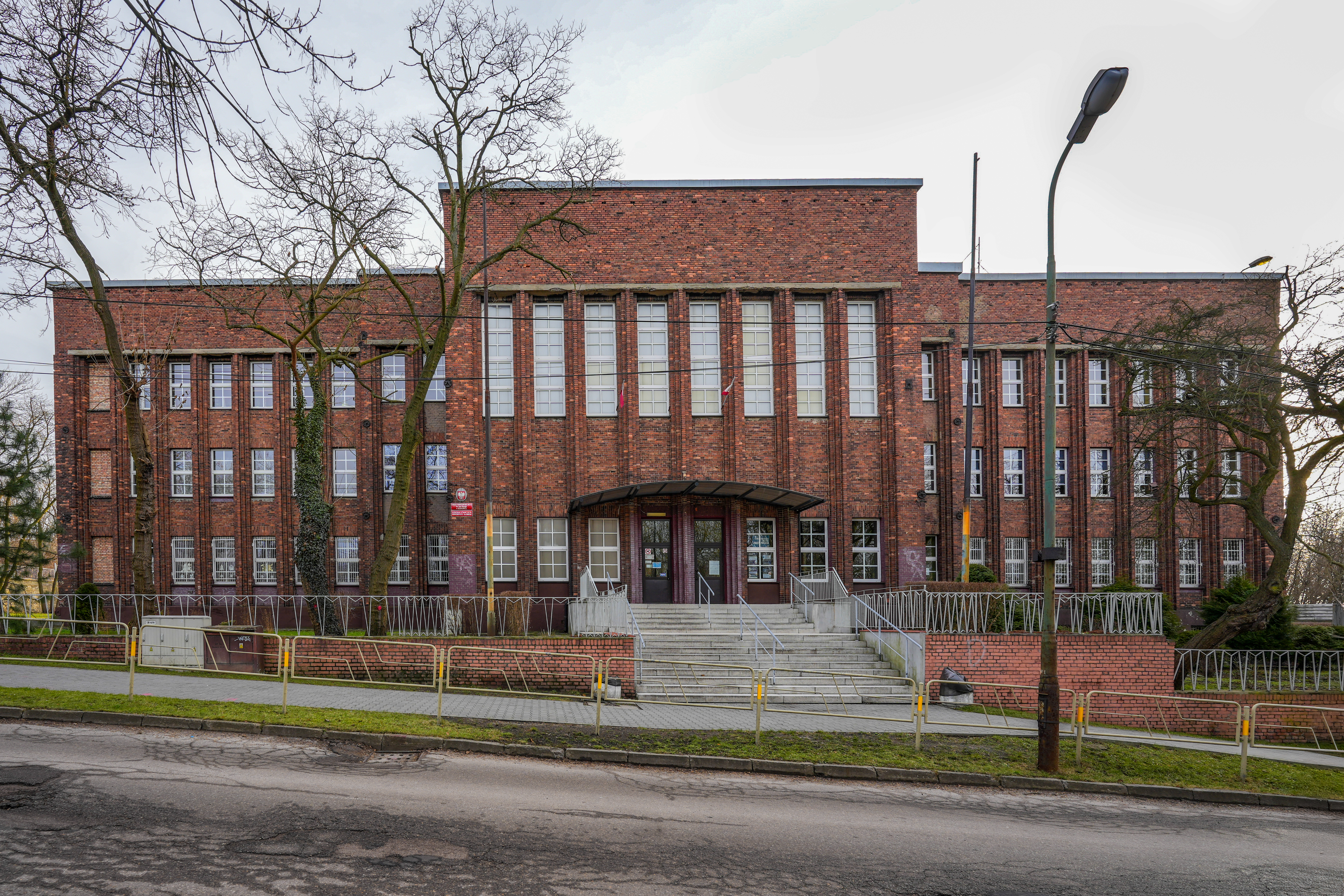
Budynek Szkoły Podstawowej nr 16 — jednej z najstarszych placówek w Sosnowcu

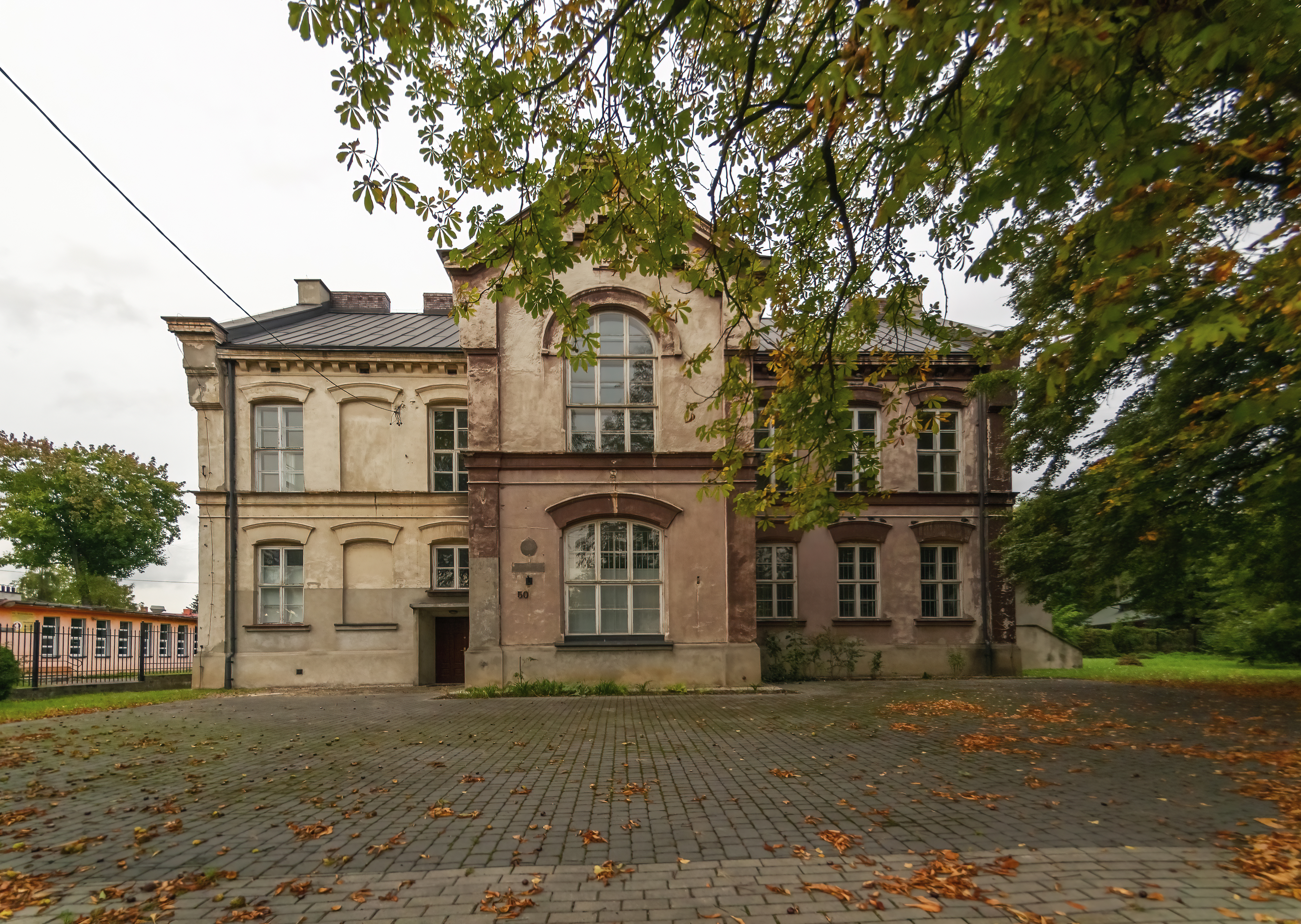
Budynek z 1900 r. — były budynek szkoły podstawowej w Ostrowach Górniczych

  - Szkoła Podstawowa nr 1 im. Stanisława Konarskiego w Sosnowcu
  - Szkoła Podstawowa nr 3 im. Elizy Orzeszkowej w Sosnowcu
  - Szkoła Podstawowa nr 4 im. Juliana Tuwima w Sosnowcu
  - Szkoła Podstawowa nr 6 z Oddziałami Dwujęzycznymi im. Juliusza Słowackiego w Sosnowcu
  - Szkoła Podstawowa nr 8 im. Karola Wojtyły w Sosnowcu
  - Szkoła Podstawowa nr 9 im. Marii Konopnickiej w Sosnowcu
  - Szkoła Podstawowa nr 10  im. Orła Białego w Sosnowcu
  - Szkoła Podstawowa nr 12 im. Jana III Sobieskiego w Sosnowcu
  - Szkoła Podstawowa nr 13 w Sosnowcu
  - Szkoła Podstawowa nr 15 im. Stefana Żeromskiego w Sosnowcu
  - Szkoła Podstawowa nr 16 im. Jana Matejki w Sosnowcu[12]
  - Sportowa Szkoła Podstawowa nr 17 w Sosnowcu
  - Szkoła Podstawowa nr 18 im. Ignacego Krasickiego w Sosnowcu
  - Szkoła Podstawowa nr 19 im. Marii Skłodowskiej-Curie w Sosnowcu
  - Szkoła Podstawowa nr 20 im. Mikołaja Kopernika w Sosnowcu
  - Szkoła Podstawowa nr 21 im. Króla Władysława Jagiełły w Sosnowcu
  - Szkoła Podstawowa nr 22 im. Agaty Mróz w Sosnowcu
  - Szkoła Podstawowa nr 23 z Oddziałami Dwujęzycznymi Szkoła Radości w Sosnowcu
  - Szkoła Podstawowa nr 25 im. Juliusza Słowackiego w Sosnowcu
  - Szkoła Podstawowa nr 27 im. Stanisława Wyspiańskiego w Sosnowcu
  - Szkoła Podstawowa nr 29 im. Władysława Broniewskiego w Sosnowcu
  - Szkoła Podstawowa Specjalna nr 30 im. Stefanii Sempołowskiej w Sosnowcu
  - Szkoła Podstawowa nr 32 im. Leona Kruczkowskiego w Sosnowcu
  - Szkoła Podstawowa nr 33 z Oddziałami Specjalnymi im. Adama Mickiewicza w Sosnowcu
  - Szkoła Podstawowa nr 35 im. Armii Krajowej w Sosnowcu
  - Szkoła Podstawowa nr 36 im. Stanisława Staszica w Sosnowcu
  - Szkoła Podstawowa nr 37 im. Henryka Sienkiewicza w Sosnowcu  (w strukturze ZSO 11)
  - Szkoła Podstawowa nr 38 im. Tadeusza Kościuszki w Sosnowcu  (w strukturze ZSO 5)
  - Szkoła Podstawowa nr 39 im. Kornela Makuszyńskiego w Sosnowcu
  - Szkoła Podstawowa nr 40 w Sosnowcu  (w strukturze ZSO 14)
  - Szkoła Podstawowa nr 42 w Sosnowcu  (w strukturze ZS 2)
  - Szkoła Podstawowa Specjalna nr 44 im. Marii Grzegorzewskiej w Sosnowcu  (w strukturze Zespołu Szkół Specjalnych nr 4)
  - Szkoła Podstawowa nr 45 z Oddziałami Dwujęzycznymi im. Janusza Korczaka w Sosnowcu
  - Szkoła Podstawowa nr 46 im. Jana Kiepury w Sosnowcu
  - Szkoła Podstawowa nr 47 im. Jana Brzechwy w Sosnowcu
  - Szkoła Podstawowa nr 48 Mistrzostwa Sportowego w Sosnowcu  (w strukturze ZSO 3)
  - Szkoła Podstawowa Dla Dorosłych w Sosnowcu

- Niepubliczne[9]:
  - Prywatna Szkoła Podstawowa Nr 5 "Twoja Przyszłość" (w Zespole Szkół Prywatnych "Twoja Przyszłość")
  - Prywatna Szkoła Podstawowa "Akademia Młodych" (w Akademickim Zespole Szkół Prywatnych w Sosnowcu)
  - Szkoła Podstawowa Nr 11 "Modrzejów" w Zespole Szkolno-Przedszkolnym "Modrzejów" w Sosnowcu
  - Szkoła Podstawowa "Atena" (w strukturze Zespołu Szkół „Atena”)
  - Prywatna Szkoła Podstawowa Nr 1 w Sosnowcu (w Zespole Szkół Prywatnych nr 1)
  - Niepubliczna Szkoła Podstawowa przy Centrum Edukacyjnym "Tulipanów"
  - Katolicka Szkoła Podstawowa Stowarzyszenia Przyjaciół Szkół Katolickich w Sosnowcu[10]

## Przedszkola[13]
- Publiczne :
  - Przedszkole Miejskie nr 2 w Sosnowcu
  - Przedszkole Miejskie nr 3 w Sosnowcu
  - Przedszkole Miejskie nr 5 w Sosnowcu
  - Przedszkole Miejskie nr 7 w Sosnowcu
  - Przedszkole Miejskie nr 11 w Sosnowcu
  - Przedszkole Miejskie nr 12 w Sosnowcu
  - Przedszkole Miejskie nr 14 w Sosnowcu
  - Przedszkole Miejskie nr 15 w Sosnowcu
  - Przedszkole Miejskie nr 18 w Sosnowcu
  - Przedszkole Miejskie nr 19 w Sosnowcu
  - Przedszkole Miejskie nr 20 w Sosnowcu
  - Przedszkole Miejskie nr 22 w Sosnowcu
  - Przedszkole Miejskie nr 25 w Sosnowcu
  - Przedszkole Miejskie nr 27 w Sosnowcu
  - Przedszkole Miejskie nr 28 w Sosnowcu
  - Przedszkole Miejskie nr 29 w Sosnowcu
  - Przedszkole Miejskie nr 30 w Sosnowcu
  - Przedszkole Miejskie nr 31 im. Jana Brzechwy w Sosnowcu
  - Przedszkole Miejskie nr 33 w Sosnowcu
  - Przedszkole Miejskie nr 34 w Sosnowcu
  - Przedszkole Miejskie nr 35 w Sosnowcu
  - Przedszkole Miejskie nr 36 w Sosnowcu  (w strukturze ZSO 11)
  - Przedszkole Miejskie nr 38 w Sosnowcu
  - Przedszkole Miejskie nr 39 w Sosnowcu
  - Przedszkole Miejskie nr 40 w Sosnowcu
  - Przedszkole Miejskie nr 43 z Oddziałami Integracyjnymi w Sosnowcu  (w strukturze ZSO 5)
  - Przedszkole Miejskie nr 44 w Sosnowcu
  - Przedszkole Miejskie nr 45 w Sosnowcu (w strukturze ZSO 14)
  - Przedszkole Miejskie nr 46 w Sosnowcu
  - Przedszkole Miejskie nr 47 w Sosnowcu
  - Przedszkole Miejskie nr 50 w Sosnowcu
  - Przedszkole Miejskie nr 51 w Sosnowcu (w strukturze ZS 2)
  - Przedszkole miejskie nr 52 w Sosnowcu
  - Przedszkole Miejskie nr 53 im. Kornela Makuszyńskiego w Sosnowcu
  - Przedszkole Miejskie nr 54 w Sosnowcu
  - Przedszkole Miejskie nr 55 z Oddziałami dla Dzieci Specjalnej Troski
  - Przedszkole Miejskie nr 56 z Oddziałem Specjalnym
  - Przedszkole Miejskie nr 57 im. Marii Konopnickiej w Sosnowcu
  - Przedszkole Miejskie nr 59 w Sosnowcu

- Niepubliczne[9] :
  - Prywatne Przedszkole "Skrzaty z przyszłością" (w Zespole Szkół Prywatnych "Twoja Przyszłość")
  - Przedszkole "Pajacyk" w Zespole Szkolno-Przedszkolnym "Modrzejów" w Sosnowcu
  - Niepubliczne Przedszkole przy Centrum Edukacyjnym "Tulipanów"
  - Przedszkole Niepubliczne "Słoneczna Szóstka'' (w Zespole Szkół Prywatnych nr 1)
  - Niepubliczne Przedszkole "Zagłębiaczek"
  - Niepubliczne Przedszkole "Akademia Kolorowych Podróży"
  - Niepubliczne Przedszkole "Calineczka"
  - Niepubliczne Przedszkole "Radosna wyspa"
  - Przedszkole Niepubliczne "Akademia Pana Kleksa"
  - Niepubliczne Przedszkole Integracyjne ze specjalnością językowo-artystyczną "Mistrzowie Zabawy"
  - Niepubliczne Przedszkole "Bajkowo i Sportowo"
  - Niepubliczne Przedszkole Integracyjne "Wesołe Przedszkole"
  - Przedszkole Niepubliczne "Baby Planet"
  - Prywatne Przedszkole "Bolek i Lolek"
  - Prywatne Przedszkole "Bolek i Lolek 2"
  - Niepubliczne Przedszkole Anglojęzyczne "OXFORD"
  - Niepubliczne Przedszkole Euklidesa
  - Niepubliczne Przedszkole "Mali Einsteini"
  - Przedszkole Niepubliczne "Domowe Przedszkole"

## Szkoły artystyczne
- Zespół Szkół Muzycznych w Sosnowcu - obejmujący szkołę muzyczną I i II stopnia[14]

## Szkoły sportowe
- Sportowa Szkoła Podstawowa nr 17 w Sosnowcu
- Szkoła Podstawowa nr 48 Mistrzostwa Sportowego w Sosnowcu  (w strukturze ZSO 3)
- III Liceum Ogólnokształcące Mistrzostwa Sportowego im. Bolesława Prusa w Sosnowcu (w strukturze ZSO 3)

## Szkolnictwo specjalne[15]
- Przedszkole Miejskie nr 55 z Oddziałami dla Dzieci Specjalnej Troski
- Przedszkole Miejskie nr 56 z Oddziałem Specjalnym
- Szkoła Podstawowa Specjalna nr 30 im. Stefanii Sempołowskiej w Sosnowcu
- Szkoła Podstawowa nr 33 z Oddziałami Specjalnymi im. Adama Mickiewicza w Sosnowcu
- Branżowa Szkoła I Stopnia Specjalna w strukturze CKZiU ul. Kilińskiego 25)
- Zespół Szkół Specjalnych nr 4 w Sosnowcu :
  - Szkoła Podstawowa Specjalna nr 44 im. Marii Grzegorzewskiej w Sosnowcu
  - Szkoła Specjalna Przysposabiająca do Pracy w Sosnowcu
  - Wczesne wspomaganie rozwoju (WWR)[16]
  - Zajęcia rewalidacyjno-wychowawcze (ZRW)

- Zespół Szkół Ogólnokształcących nr 5 z Oddziałami Integracyjnymi i Specjalnymi w Sosnowcu :
  - Przedszkole Miejskie nr 43 z Oddziałami Integracyjnymi w Sosnowcu
  - Szkoła Podstawowa nr 38 im. Tadeusza Kościuszki w Sosnowcu
  - Wczesne wspomaganie rozwoju (WWR) przy Zespole Szkół Specjalnych nr 4[16]
  - Zajęcia rewalidacyjno-wychowawcze (ZRW)

- Poradnia Psychologiczno-Pedagogiczna nr 1 w Sosnowcu
- Poradnia Psychologiczno-Pedagogiczna nr 2 w Sosnowcu
- Niepubliczne Przedszkole Integracyjne ze specjalnością językowo-artystyczną "Mistrzowie Zabawy"
- Niepubliczne Przedszkole Specjalne "Ramię w ramię"
- Niepubliczne Przedszkole Integracyjne "Wesołe Przedszkole"
- Niepubliczny Terapeutyczny Punkt Przedszkolny

## Instytuty badawcze
- Państwowy Instytut Geologiczny, Oddział Górnośląski w Sosnowcu